# Rastsvet
Rastsvets (del ruso: Расцвет) es un posiólok del raión de Kavkázskaya del krai de Krasnodar, en el sur de Rusia. Está situado en las tierras bajas de Kubán-Azov, 27 km al noroeste de Kropotkin y 116 km al nordeste de Krasnodar, la capital del krai. Tenía 368 habitantes en 2010.
Pertenece al municipio Mirskoye.